# الژبیتا رومانوفسکا
الژبیتا رومانوفسکا (لهستانی: Elżbieta Romanowska؛ زادهٔ ۴ ژوئن ۱۹۸۳) بازیگر اهل لهستان است.
از فیلم‌ها یا مجموعه‌های تلویزیونی که وی در آن‌ها نقش داشته‌است، می‌توان به زندگی شیرین، قواعد بازی، ۲ ایکس‌ال، اولا بی‌ریخته، قانون حقیقی، پدر متیو، هتل ۵۲، ع چون عشق و در خیابان سپولنی اشاره نمود.